# 青岛实验初级中学
36°3′32″N 120°19′28″E / 36.05889°N 120.32444°E
山东省青岛实验初级中学，原称山东省青岛育才中学，是位于中国山东省青岛市市南区太平路2号的一所初级中学，其前身为原青岛二中初中部，2000年独立建校。

## 校史
1925年10月，胶澳商埠公立女子两级小学校（今青岛江苏路小学）附设初中班，次年增设一班。1927年8月，女子初中班独立建校，名为胶澳商埠公立女子中学校，租用观海二路一民房作为校址（今观海二路25号）。1928年7月，因原校址不敷使用，胶澳商埠督办公署划拨湖南路一房产（今湖南路31号址）作为校址。
1929年南京国民政府接收青岛后改名为青岛特别市市立女子初级中学校。1930年秋，迁至莱阳路原私立青岛中学校址（即今太平路2号青岛实验初中校址），增设高中班，改名为青岛市市立女子中学。1937年8月因全面抗战爆发而停课。1938年1月日军占领青岛后市立女中校舍被占用，遂于9月16日在朝城路小学复课。1944年8月，当局将市立女中改为市立第一女子中学。1945年抗战结束后恢复市立女中校名，1946年11月迁回莱阳路原校舍。
1949年青岛解放后，改为男女合校制，改名为青岛市立第二中学。1950年改名为山东省青岛第二中学。1999年，青岛二中高中部迁往位于崂山区的新校舍，仍名青岛二中。2000年，青岛二中初中部独立建校，名为山东省青岛育才中学，8月26日挂牌成立，为“公办民助”试点学校，校址位于太平路原二中校舍。2009年7月恢复为公办初中。2010年12月25日，更名为山东省青岛实验初级中学。2015年8月30日，青岛实验初中与市北区教育局创办的青岛广雅中学（青岛实验初中市北分校）成立。2019年12月13日，该校成立青岛实验初中教育集团。

## 现状
青岛实验初中2013年有36个教学班，1800名学生，140名教职工。该校现以“电脑派位”（即以电脑在报名者中随机抽取）的方式进行招生、录取。该校重视艺术、体育等方面的特色教育，为全国国际象棋特色学校，国际象棋大师卜祥志即为该校毕业生。该校具有全国奥林匹克教育示范学校、全国心理辅导特色学校、全国群众体育先进单位、山东省规范化学校、山东省教学示范学校、青岛市文明单位、青岛市基础教育课程改革先进单位等荣誉称号，青岛市民多将其视为青岛最好的初中。

## 校舍
青岛实验初中校舍濒临青岛湾，周边有栈桥、小青岛等景点。校址最初为私立青岛中学校舍，为私立青岛中学创办者刘子山的地产，有三层大教学楼一座，建于1923年，砖石结构，平面呈“山”字形，楼高三层，红瓦折坡屋顶，正立面两翼向外凸出，中央设一塔楼，窗户顶部起拱券，外墙以条石装饰。设计者可能为刘子山的朋友、浙江上虞籍商人兼业余建筑师杨浩然。该楼1993年拆除，原址新建教学楼，曾用名“1号楼”，现名“厚德楼”。
1930年青岛市立女中迁至此处后，此地捐为市产。1933年，青岛市政府新建教学楼一座，青岛市工务局设计，由青岛市财政局提供资金，耗资46900元。该楼初建时高三层，屋顶为平顶，正门位于北面，正对校门，设有雨棚，正门上方起山墙，外墙一层为花岗岩贴面，二、三层以三联、四联、六联窄窗及墙面凸起进行构图划分，装饰简洁而具有良好的视觉效果。楼内有房间三十余间，中央为走廊，两侧为教室、办公室和楼梯间。该楼1990年代增建四层，曾用名“2号楼”，现名“广雅楼”。
1933年除新建教学楼外，还在新教学楼东侧、原私立青岛中学教学楼南侧新建礼堂与作为教工宿舍的平房30余间，教工宿舍位于南侧，礼堂位于东侧，四栋建筑合围成院落。1979年，原教工宿舍平房拆除，改建成三层实验楼，现为图书馆，曾用名“3号楼”，现名“博学楼”。礼堂现为教工食堂。
实验初中操场位于厚德楼、广雅楼西侧，其原址大部分为填海而成，少部分为原“二中分院”。1949年崂山中学并入二中后，崂山中学校舍（即总兵衙门）改为二中分院。1959年至1960年，总兵衙门旧址拆除新建青岛市人民会堂，市政府将太平路4号自来水公司仓库（太平路泵站南侧）划归二中分院（最初与本院隔有一条河沟）。1974年，二中分院内的部分建筑拆除，改建成四层教学大楼，共有教室36间，作为初中部教学楼。1999年二中高中部迁往崂山后，该楼于2000年拆除，原址改为小操场。2011年至2012年扩建成现有规模。
此外，私立青岛中学曾租用校门对面的一片空地（大学路南端东侧）作为运动场，此处后来由市立女中、青岛二中沿用，直至2000年代仍为青岛育才中学（今青岛实验初中）的运动场地。2010年用于地铁建设（现青岛地铁人民会堂站B、C口所在地）。
校园内民国时期所建建筑于2012年11月6日以“市立女子中学旧址”之名列入市南区未核定为文物保护单位的不可移动文物（一般不可移动文物）名录。
- 青岛市立女中校舍正门，1934年，正门正后方为1933年新建校舍（今广雅楼），左侧为原私立青岛中学教学楼
- 青岛市立女中建于1933年的教学楼，东侧
- 自栈桥远眺青岛实验初中校舍，左侧为厚德楼，右侧为广雅楼，2017年8月
- 青岛实验初中广雅楼，2021年6月